# Dmitrij Żytnikow
Dmitrij Walerjewicz Żytnikow, ros. Дмитрий Валерьевич Житников (ur. 20 listopada 1989 w Zwoleniu) – rosyjski piłkarz ręczny, środkowy rozgrywający, od 2017 zawodnik Picku Szeged.

## Kariera sportowa
Był zawodnikiem klubu Czechowskije Miedwiedi, z którym w latach 2011–2015 pięć razy zdobył mistrzostwo Rosji. W barwach rosyjskiej drużyny występował w Lidze Mistrzów – w sezonach 2010/2011 i 2012/2013 zdobył w tych rozgrywkach łącznie 14 bramek, natomiast w sezonie 2014/2015 rzucił 59 goli, w tym 11 w rozegranym 29 listopada 2014 meczu z Veszprém (31:38).
W latach 2015–2017 był zawodnikiem Wisły Płock. W sezonie 2015/2016 rozegrał w Superlidze 25 meczów i zdobył 86 goli, natomiast w sezonie 2016/2017 wystąpił w 31 spotkaniach polskiej ligi, w których rzucił 62 bramki. Ponadto należał do czołowych strzelców płockiego klubu w Lidze Mistrzów, w której w ciągu dwóch sezonów rozegrał 30 meczów i zdobył 98 goli. W lipcu 2017 przeszedł do Picku Szeged. W sezonie 2017/2018 zdobył mistrzostwo Węgier, a w Lidze Mistrzów rozegrał 16 spotkań i rzucił 36 bramek.
Reprezentant Rosji. W 2013 wystąpił w mistrzostwach świata w Hiszpanii, w których Rosjanie zajęli 7. miejsce, a on rzucił 17 bramek. Podczas mistrzostw świata w Katarze (2015) zdobył w siedmiu meczach 18 goli. W mistrzostwach świata we Francji (2017) rozegrał sześć spotkań, w których rzucił 12 bramek i miał 21 asyst. Dwukrotnie uczestniczył też w mistrzostwach Europy (2014 – sześć meczów, 16 bramek i 12 asyst; 2016 – sześć spotkań, 15 goli i 25 asyst).

## Sukcesy
Czechowskije Miedwiedi
- Mistrzostwo Rosji: 2010/2011, 2011/2012, 2012/2013, 2013/2014, 2014/2015
- Puchar Rosji: 2010/2011, 2011/2012, 2012/2013, 2014/2015

Pick Szeged
- Mistrzostwo Węgier: 2017/2018

## Statystyki w Lidze Mistrzów
| Klub                            | Kraj   | Sezon     | Mecze | Bramki |
| ------------------------------- | ------ | --------- | ----- | ------ |
| Czechowskije Miedwiedi          | Rosja  | 2010/2011 | 1     | 1      |
| Czechowskije Miedwiedi          | Rosja  | 2011/2012 | 3     | 0      |
| Czechowskije Miedwiedi          | Rosja  | 2012/2013 | 12    | 13     |
| Czechowskije Miedwiedi          | Rosja  | 2014/2015 | 10    | 59     |
| Czechowskije Miedwiedi          | Rosja  | Razem     | 26    | 73     |
| Wisła Płock                     | Polska | 2015/2016 | 16    | 51     |
| Wisła Płock                     | Polska | 2016/2017 | 14    | 47     |
| Wisła Płock                     | Polska | Razem     | 30    | 98     |
| Pick Szeged                     | Węgry  | 2017/2018 | 16    | 36     |
| Stan na koniec sezonu 2017/2018 |        |           |       |        |